# Новоселівка (Новопільська сільська громада)
Новосе́лівка — село в Україні, Криворізькому районі Дніпропетровської області. 
Орган місцевого самоврядування — Широківська сільська рада. Населення — 71 мешканець.

## Географія
Село Новоселівка знаходиться за 1,5 км від села Широке і за 2 км від села Вільний Посад. Відстань до райцентру становить близько 17,5. По селу протікає пересихаючий струмок з загатою. Поруч проходить автомобільна дорога Н11.

## Населення

### Мова
Розподіл населення за рідною мовою за даними перепису 2001 року:
| Мова            | Кількість | Відсоток |
| --------------- | --------- | -------- |
| українська      | 62        | 87.32%   |
| російська       | 5         | 7.04%    |
| інші/не вказали | 4         | 5.64%    |
| Усього          | 71        | 100%     |